# Трейси, Майкл
Майкл Трейси (Michael Alfred Tracy) — американский саксофонист, педагог, профессор музыкального факультета Луисвиллского университета (США).

## Биография
Закончил университетский курс по классу саксофона в 1969 году. Выступал в качестве солиста с такими звёздами как Элла Фицджеральд, Бадди Рич, Дж.Дж. Джонсон, Марвин Хамлиш. Также выступал вместе с Джеми Аберсольд, Дэвид Либман, Руфус Рид, Дэвида Бейкер, Джерри Кокер, Дэн Хэрли и Пэт ЛаБарбара. Запись оригинальной аранжировки Майкла Трейси «Трёхгрошёвой оперы» Курта Вайля в переложении для 20 саксофонов стала событием в мире американского джаза. В 1994 году основал ежегодный фестиваля «Jazz Fest».
Дважды становился лауреатом премии Национального фонда искусств.
Майкл Трейси — директор джазовой образовательной программы им. Д. Эберсолда, координатор программы «Открытый мир», проводимой библиотекой Конгресса США.

## Дискография
- 1999 —  «Facets».
- 2003 — «Tracings».
- 2004 — «Gusting».
- 2008 — «Conversations».